# Isidre Serrada
Isidre Serrada (segle XVII) va ser un compositor, mestre de capella jubilat, va succeir a Josep Pujolar, presbiter i organista català de l'església d'Urgell, a la Seu d'Urgell. Va regentar la capella de música de la catedral des de 1691 fins al 15 de juliol de 1699, any en què Serrada es va jubilar, tot i que va seguir amb el càrrec d'organista. Es va formar a la catedral de Barcelona sota la tutela de Lluís Vicenç Gargallo.

## Obra
- Despierta amor, despierta.[1]